# Wabenschwanzmakropode
Der Wabenschwanzmakropode (Belontia hasselti) ist ein asiatischer Süßwasserfisch aus der Gruppe der Labyrinthfische (Anabantoidei), der auf der Malaiischen Halbinsel, in Singapur, östlich des Barisangebirges auf Sumatra und im Südwesten von Borneo vorkommt. Im Westen von Java ist die Art möglicherweise verschwunden.

## Merkmale
Männliche Wabenschwanzmakropoden erreichen eine Maximallänge von 20 cm, Weibchen bleiben mit höchstens 17,5 cm etwas kleiner. Die Fische haben einen gestreckt-ovalen Körper; Männchen sind schlanker als die Weibchen und ihre unpaaren Flossen sind größer und länger ausgezogen. Ihre Färbung ist einfarbig graubraun. Jede Schuppe ist dunkel umrandet, wodurch ein wabenartiges Muster entsteht, das bei den Männchen deutlicher ausgeprägt ist als bei den Weibchen. Im Schlaf, in Stresssituationen oder bei Erregung zeigen die Fische dunkle Querbänder, bei den Männchen können die Schuppenzentren auch tiefschwarz werden.
- Flossenformel: Dorsale XVI–XX/10–13, Anale XV–XVIII/11–13, Pectorale 11–13, Ventrale I/5, Caudale 1–16–1.[3]
- Schuppenformel: mLR: 30–32.
- Branchiostegalstrahlen: 6.

## Lebensweise
Der Wabenschwanzmakropode bewohnt stehende und langsam fließende Gewässer mit klarem Wasser. Zur Fortpflanzung baut die Art ein Schaumnest an der Wasseroberfläche, in das 500 bis 700 leicht gelbliche Eier mit einem Durchmesser von 1,5 mm gelegt werden. Während des Laichens zeigen die Fische ihre dunkle Querbänderung und das Weibchen färbt sich hell. Das Männchen umschlingt das Weibchen und die Fische drehen sich, sodass der Bauch des Weibchens zur Wasseroberfläche gerichtet ist. Die Eier steigen auf und werden erst danach mit dem Maul eingesammelt und in das Schaumnest gebracht. Das Männchen bewacht das Schaumnest bis zum Schlupf und Freischwimmen der Jungfische und duldet das Weibchen nicht mehr in seiner Nähe. Die Jungfische haben in der hinteren Körperregion einen auffälligen Augenfleck.

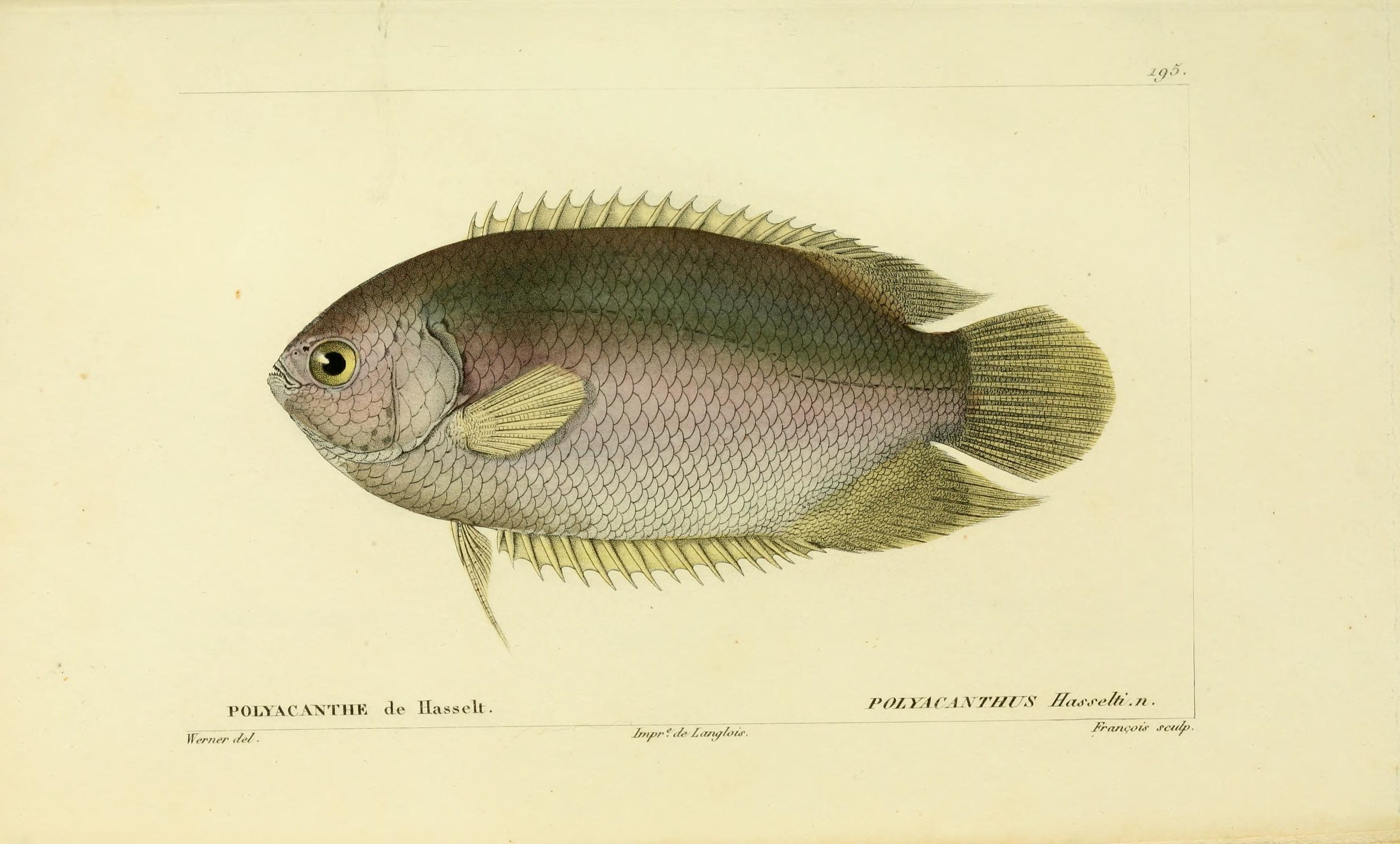
Zeichnung aus der Erstbeschreibung

## Systematik
Der Wabenschwanzmakropode wurde im Jahr 1831 durch den französischen Naturforscher Georges Cuvier unter der Bezeichnung Polyacanthus hasselti erstmals wissenschaftlich beschrieben. Als Typenfundort wurde die Insel Java angegeben. Im Jahr 1923 wurde der Wabenschwanzmakropode zur Typusart der Gattung Belontia, die durch den US-amerikanischen Zoologen George Sprague Myers eingeführt wurde. Neben dem Wabenschwanzmakropoden gehört zur Gattung nur noch der auf Sri Lanka vorkommende Ceylonmakropode (Belontia signata).

## Belege
1. ↑  Belontia hasselti in der Roten Liste gefährdeter Arten der IUCN 2019. Eingestellt von: Low, B.W., 2018. Abgerufen am 5. November 2019.
2. ↑  Belontia hasselti auf Fishbase.org (englisch)
3. 1 2 3  Hans-Joachim Richter: Das Buch der Labyrinthfische. Verlag J. Neumann-Neudamm, 1983, ISBN 3-7888-0292-8. Seite 55 u. 56.
4. ↑  Belontia hasselti im Catalog of Fishes (englisch)
5. ↑  Belontia im Catalog of Fishes (englisch)
6. ↑  Belontia signata auf Fishbase.org (englisch)